# Reco-Reco, Bolão e Azeitona
Reco-Reco, Bolão e Azeitona foram personagens criados nos anos 30 pelo ilustrador e caricaturista 
Cearense Luiz Sá e publicados nas páginas da revista O Tico Tico.

Foi também responsável pelas duas primeiras tentativas de criação de um desenho animado brasileiro.